# Cordast
Cordast är en ort i kommunen Gurmels i kantonen Fribourg i Schweiz. Cordast var tidigare en egen kommun, men den 1 januari 2005 inkorporerades den i Gurmels.